# Qalun
Abu Musa 'Isa ibn Mina al-Zarqi, más conocido como Qalun (120-220 AH/738-835 EC),  fue una figura significativa en la difusión de los Qira'at, o métodos variantes para la recitación del Corán. Siendo uno de los dos principales transmisores del método canónico de Nafi' al-Madani,  La recitación de Qalun es actualmente la norma para la lectura del Corán en las mezquitas de Catar, así como en partes de Libia y Túnez. y es muy popular entre los africanos occidentales. El método de Qalun y su contraparte Warsh fue también el método de recitación más popular en la España islámica.
Debido a que era sordo, detectaría y corregiría los errores de sus alumnos, según ibn Abu Khatim, leyendo sus labios; según Yaqut, al acercarse tanto a la boca del alumno con la oreja. Nació en Medina en el 120, año de la Hégira (738 EC),  falleciendo en Medina el 220 (835 EC).

### Diez lectores y transmisores
- Nafi' al-Madani
  - Qalun
  - Warsh
- Ibn Kathir al-Makki
  - Al Bazzi
  - Qunbul
- Abu 'Amr ibn al-'Ala'
  - Ad-Duri
  - Al-Susi
- Ibn Amir ad-Dimashqi
  - Hisham
  - Ibn Dakwan
- Aasim ibn Abi al-Najud
  - Shu'bah
  - medias
- Hamzah az-Zaiyyat
  - Khalaf
  - Khallad
- Al Kisa'i
  - Al-Layth
  - Ad-Duri
- Abu Ja'far
  - 'Isa ibn Waddan
  - Ibn Yummaz
- Ya'qub al-Yamani
  - caminos
  - Crudo
- Khalaf
  - Ishaq
  - Idris